# Marble Arch

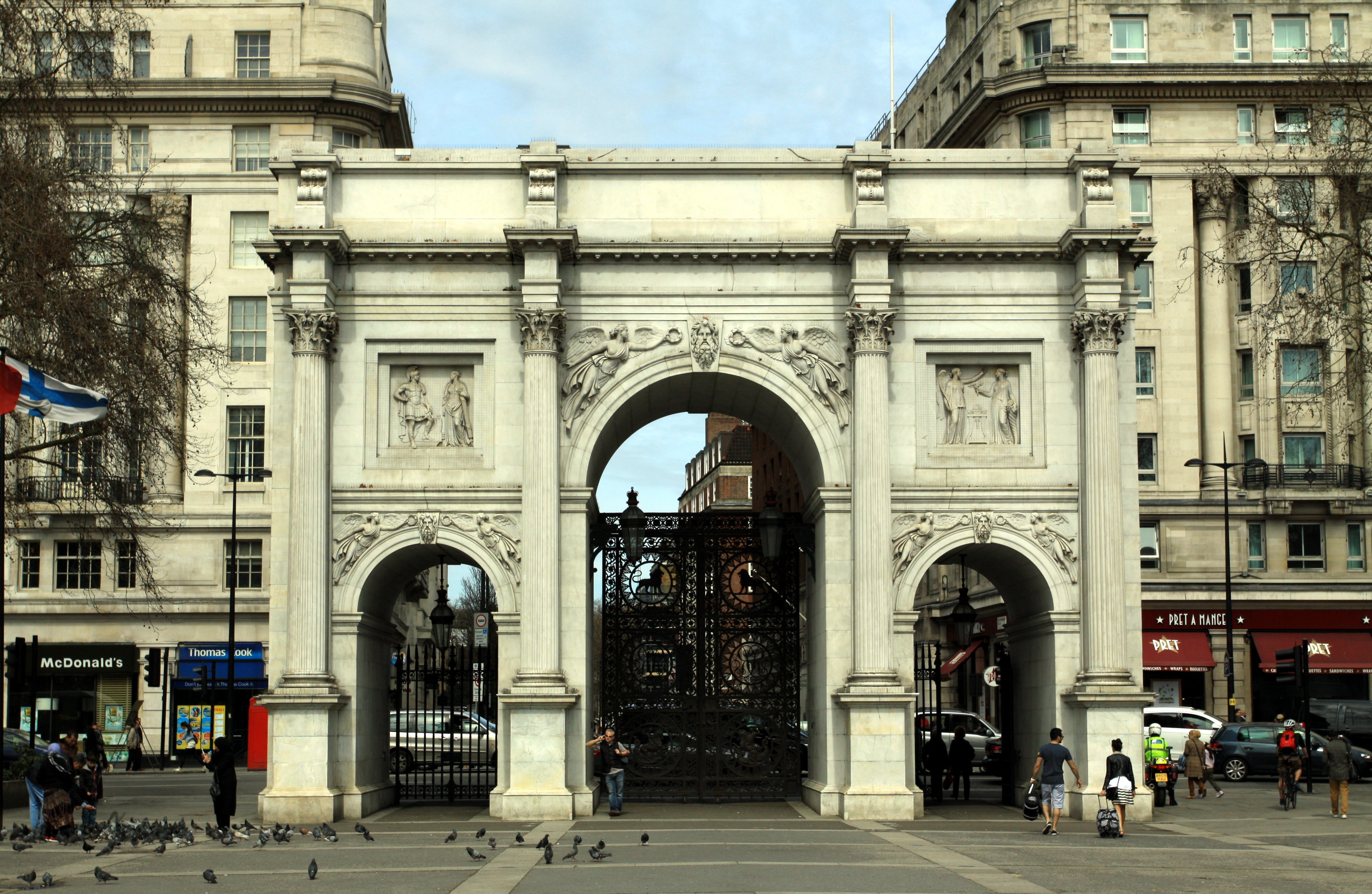
Marble Arch

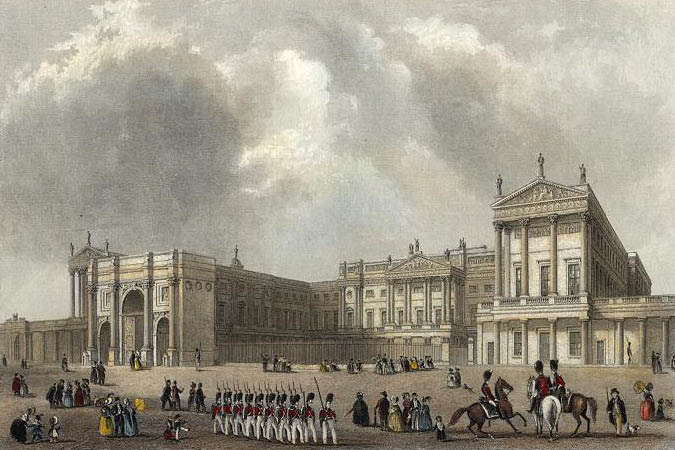
Marble Arch auf einem Gemälde von 1837

Der Marble Arch (englisch für „Marmorbogen“) ist ein aus weißem Carrara-Marmor bestehendes Monument in der Nähe der Speakers’ Corner im Hyde Park am westlichen Ende der Oxford Street in London, England.
Der Bogen wurde 1828 von John Nash entworfen; als Vorbild diente der Konstantinsbogen in Rom. Er wurde ursprünglich als Eingangstor zum zur Thronbesteigung von Königin Victoria im Jahr 1837 fertiggestellten Buckingham Palace auf der Mall errichtet. Innerhalb nur einiger Jahre wurde der Buckingham Palace als zu klein für den Hofstaat und die Familie der Königin empfunden. Daher wurde der Ehrenhof mit einem Ostflügel umschlossen und der Bogen von 1847 bis 1851 an seinen heutigen Standort versetzt. Als Grund für die Versetzung wird oftmals auch fälschlicherweise angegeben, dass die Tordurchfahrt zu eng für die Staatskarossen gewesen sei.
Unter dem Bogen durften ursprünglich nur Mitglieder der Britischen Königsfamilie sowie der King’s Troop, Royal Horse Artillery hindurchreiten. Heute ist es auch der Öffentlichkeit erlaubt, hindurchzureiten und hindurchzuschreiten.
Der Bogen steht nahe dem Ort, an dem lange Zeit der „Galgen von Tyburn“ stand.
Die nächstgelegene U-Bahn-Station heißt ebenfalls „Marble Arch“; dort halten Züge der Central Line.
Im Juli 2021 wurde in direkter Nähe der 25 Meter hohe künstliche Aussichtshügel Marble Arch Mound aufgeschüttet. Der Hügel blieb bis zum 9. Januar 2022 für die Öffentlichkeit zugänglich. Nach massiven Protesten aus der Bevölkerung wurde ein viermonatiger Rückbauprozess begonnen. Er ist inzwischen abgebaut.